# Byblis thyabilis
Byblis thyabilis är en kräftdjursart som beskrevs av J. L. Barnard 1971. Byblis thyabilis ingår i släktet Byblis och familjen Ampeliscidae. Inga underarter finns listade i Catalogue of Life.